# Koski-Wypychy
Koski-Wypychy – wieś w Polsce położona w województwie podlaskim, w powiecie siemiatyckim, w gminie Perlejewo.
Zaścianek szlachecki Wypychy należący do okolicy zaściankowej Koski położony był w drugiej połowie XVII wieku w ziemi drohickiej województwa podlaskiego. W latach 1975–1998 miejscowość administracyjnie należała do województwa łomżyńskiego.
Wierni kościoła rzymskokatolickiego należą do parafii Narodzenia Najświętszej Maryi Panny w Ostrożanach.

## Historia
Wypychy oznaczały wieś założoną przez mieszkańców, którzy przenieśli się (zostali wypchnięci) z pobliskiej, starej wsi.
Koski Wypychy wzmiankowane w źródłach z XVI w. Był to zaścianek drobnoszlacheckich zamieszkałych przez ród Kosków.
W roku 1902, jeden z dwóch zaścianków szlacheckich zamieszkałych przez ten ród, który zajmował 71 dziesięcin gruntów uprawnych.
W 1921 r. miejscowość liczyła 22 domy i 108. mieszkańców, w tym trzech wyznania prawosławnego i narodowości białoruskiej.